# Vivian Bullwinkel
Vivian Bullwinkel-Statham (Kapunda, 18 décembre 1915 – 3 juillet 2000) est une infirmière de l'armée australienne pendant la Seconde Guerre mondiale. 
Elle est la seule rescapée des 21 infirmières massacrées le 16 février 1942 sur la plage de l'île de Bangka en Indonésie par des soldats japonais.

## Biographie
Née à Kapunda en Australie-Méridionale, elle fait ses études d’infirmière à Broken Hill en Nouvelle-Galles du Sud. Elle part ensuite pour Hamilton puis pour Melbourne en 1940 pour aider à l'effort de guerre. Elle s'enrôle dans l'armée australienne en 1941 et est envoyée au 13e Hôpital Général Australien situé en Malaisie péninsulaire. En janvier 1942, l'hôpital est forcé de déménager à Singapour après l'invasion de la Malaisie par l'Armée impériale japonaise.
Le 12 février 1942, elle monte avec 265 autres passagers, sur le SS Vyner Brooke avec le dernier contingent d'infirmières et de patients de l'hôpital, fuyant l'avancée des troupes japonaises. Lorsque le bateau est coulé par une bombe japonaise deux jours plus tard, elle réussit à rejoindre un canot de sauvetage et s'échoue, avec les autres survivants, sur Bangka, une île de l'archipel indonésien. Parmi les survivants, 22 infirmières australienne, des civils ainsi que 25 soldats australiens et britanniques. Poussé par les habitants, le groupe se rend aux Japonais qui occupent l'île. Le 16 février, les soldats japonais qui les trouvent massacrent les hommes avant d'obliger les femmes à entrer dans l'eau avant de les fusiller avec une mitraillette postée sur la plage. Touchée au diaphragme, elle fait semblant d'être morte, restant le visage dans l'eau pendant près de dix minutes, jusqu'à ce que les soldats japonais aient quitté la plage. Seule survivante, elle se cache pendant plusieurs jours avant de rencontrer un soldat britannique blessé qui finit par mourir de ses blessures. Elle se rend alors aux Japonais et passe trois ans dans un camp de prisonniers avec d'autres infirmières et soldats australiens, un camp situé à Palembang sur l'île de Sumatra en Indonésie,. Pendant la durée de son internement, elle cache le fait qu'elle a survécu au massacre.
Après la guerre, elle témoigne au tribunal militaire international pour l'Extrême-Orient mais le gouvernement australien lui demande de passer sous silence les viols de guerre subis par les infirmières. C'est ce qu'elle révèle dans une interview en 2000, peu avant son décès. Elle continue également à travailler comme infirmière au Japon jusqu'en 1947, année où elle prend sa retraite avec le grade de capitaine. Pendant vingt ans, elle est l'infirmière en chef du Fairfield Hospital de Melbourne.
En 1975, elle fait partie d'un groupe d'infirmières envoyées au Viêt Nam (alors en pleine guerre) pour récupérer 80 orphelins et les amener en Australie pour y être adoptés.
En 1993, elle part pour l'île de Bangka inaugurer une plaque à la mémoire des victimes. L'uniforme qu'elle portait ce jour-là est exposé au mémorial australien de la guerre ainsi que son carnet de notes.
Elle meurt d'une crise cardiaque le 3 juillet 2000 à l'âge de 84 ans.

## Honneurs
- Médaille Florence Nightingale[2]
- Membre de l'Ordre de l'Empire britannique (1973)[6]
- Officier de l'Ordre d'Australie[7]

## Dans la culture populaire
- Un documentaire sur sa vie, Vivian Bullwinkel: An Australian Heroine, est tourné en 2007 en Australie[8].